# Gmina Polk (hrabstwo Benton)

Położenie Gminy Polk w hrabstwie Benton

Gmina Polk (ang. Polk Township) – gmina w USA, w stanie Iowa, w hrabstwie Benton. Według danych z 2000 roku gmina miała 1803 mieszkańców.